# Крик калеки
«Крик кале́ки» (англ. Shriek of the Mutilated) — американский независимый малобюджетный фильм ужасов категории Z производства режиссёра Майкла Финдли и его жены Роберты Финдли, которая выступила в качестве оператора. Продюсером и сценаристом фильма был Эд Адлум, сыгравший роль йети. Фильм вышел на экраны автокинотеатров в 1974 году. Он был снят на волне популярности фильмов о снежном человеке после выхода фильма «Легенда Богги Крик» (1972).
По сюжету фильма, профессор, который изучает йети уже несколько лет, приезжает на остров вместе со своими учениками. По его информации, живущий на острове человек недавно видел там йети. Но во время попыток наблюдения за снежным человеком существо начинает убивать студентов одного за другим. В фильме снимались только непрофессиональные и абсолютно неизвестные актёры.
«Крик калеки» является одной из самых знаменитых работ Финдли в жанре ужасов.

## Сюжет
Профессор Эрнст Прелл организовывает исследовательскую поездку за город для изучения снежного человека. Вместе с ним едут четверо аспирантов: Кит Хеншоу, Карен Хантер, Том Нэш и Линн Келли. За день перед поездкой профессор приглашает Кита на ужин в ресторан, где тот пробует экзотическое блюдо под названием «джин-сунг». Остальные студенты доктора Прелла посещают вечеринку за пределами кампуса, где сталкиваются с бывшим студентом, по имени Спенсер Сент-Клэр, который пришёл туда со своей женой Эйприл. Сент-Клэр начинает рассказывать всем, историю о последнем походе Прелла на поиски йети, в котором выжили только он, и профессор. После вечеринки Спенсер продолжает пить, а по возвращении домой ссорится с женой и перерезает ей горло электрическим разделочным ножом. После этого он принимает ванну. Его полумёртвая окровавленная жена, из последних сил доползает до ванной комнаты, прихватив с собой тостер. Она включает его в розетку и бросает в ванну. Спенсер умирает от удара током.
Утром профессор вместе со своими студентами отправляется на остров Бут, где живёт его друг доктор Карл Вернер. Вернер недавно видел йети на своём острове и предполагает, что тот добрался до берега по льду, который сейчас уже растаял. Он рассказывает, что звук биения сердца йети можно услышать даже на большом расстоянии. Далее он знакомит своих гостей с немым слугой, коренным американцем по имени Смеющийся Ворон.
На следующий день профессор и его студенты начинают поиски в лесах острова. Том тайком отправляется на охоту и погибает от рук йети. Остальные члены группы ищут Тома на следующее утро. Карен находит только его винтовку и оторванную ногу. Тем временем Линн заходит в оранжерею доктора Вернера и видит нечто, что пугает её; она убегает в лес и тоже погибает от лап йети. В доме оставшиеся студенты обнаруживают, что телефон не работает. Профессор решает использовать ногу Тома в качестве приманки, чтобы заманить йети в ловушку. Но его план провалился. Прелл вернулся домой и рассказал всем, что йети напал на него и убежал в лес с ногой Тома. Затем Прелл решает повторить попытку, используя в качестве приманки тело Линн. Карен пытается спрятать тело в оранжерее, где обнаруживает остатки тела Тома и теряет сознание. Когда она приходит в себя, доктор Прелл говорит ей, что это, должно быть, был сон, так как она спала довольно долго. Карен не верит ему и ведёт всех обратно в оранжерею, где они обнаруживают тело Линн. Удручённая тем, что доктор Прелл собирается использовать тело их друга в качестве приманки, Карен неохотно соглашается помочь сделать несколько снимков йети, при условии, что они покинут остров Бут независимо от того, удастся им это или нет. И доктор Прелл, и Кит соглашаются.
Профессор привязывает тело Линн к дереву, и ловушка готова. Появляется йети, и Кит преследует его по лесу. Он выслеживает его по звуку биения сердца, но обнаруживает, что звук исходит из динамика, прикреплённого к дереву. Далее кто-то бьёт его по голове палкой. Вернувшись в дом, Смеющийся Ворон слушает пластинку с записью сердцебиения йети. Выясняется, что доктора Прелл и Вернер — каннибалы, которые используют аферу с йети для того, чтобы заманивать своих жертв, и что йети на самом деле замаскированный доктор Вернер. Пока Карен спит наверху, Кит возвращается в дом и застает доктора Прелла и доктора Вернера, обсуждающих, что с ней делать. Вернер считает, что они должны просто убить её, но Прелл говорит, что по кодексу на теле не должно быть синяков и что её нужно напугать до смерти. Кит достаёт винтовку и приказывает обоим мужчинам поднять руки вверх. Они игнорируют его. Он стреляет в них, но обнаруживает, что патроны холостые. Затем его сбивает с ног Смеющийся Ворон.
Карен просыпается от громкого рычания. Она выглядывает в окно и видит, что йети на полной скорости бежит к дому. Карен бежит через весь дом и оказывается в ванной комнате. Открыв шкаф, она обнаруживает там Смеющегося Ворона с ножом и умирает от испуга. Во время подготовки каннибалов ко званному обеду, Кит приходит в себя и ему удаётся убежать. Он пытается скрыться на фургоне, но тот застревает в грязи, в этот момент он видит как к дому начинают съезжаться машины. Кит добегает до моста, где встречает полицейского, вместе они возвращаются в дом. Уже собравшихся за столом гостей приветствуют Прелл и Вернер, они поднимают тост за работающую схему, которая обеспечивает им новых жертв. Кит врывается в дом вместе с полицейским, но узнаёт, что полицейский тоже состоит в секте. Прелл и Вернер считают, что Кит достоин их общества и объясняют ему, что «джин-сунг» который он ел, был человеческой плотью. Они приглашают его присоединиться к их обществу каннибалов. В комнату заносят тело Карен, Кит пытается вырваться и убежать, но его догоняют и режут вилками и ножами. Далее беспомощный Кит сидит на стуле, а Смеющийся Ворон, размахивая электрическим разделочным ножом, впервые говорит: «Мистер Хеншоу — белое мясо или тёмное?». Показывают лицо Кита и видно как у него обильно текут слюни.

## В ролях
- Алан Брок — доктор Эрнст Прелл
- Дженнифер Сток — Карен Хантер
- Том Эллис — доктор Карл Вернер (в титрах указан под псевдонимом Таум Эллис)
- Майкл Харрис — Кит Хеншоу
- Дарси Браун — Линн Келли
- Джек Нойбек — Том Нэш
- Том Грейл — Спенсер Ст. Клэр
- Люси Брандт — Эйприл Ст. Клэр
- Иван Агар — индеец Смеющийся Ворон
- Марина Стефан — хозяйка вечеринки
- Харриет Макфол — девушка на вечеринке
- Дуайт Марфилд — дежурный на станции
- Джимми Сильва — полицейский
- Уоррен Д’Ойли-Ринд — официант
- Роберт Адельс — продавец попкорна
- Эд Адлум[итал.] — Йети (в титрах не указан)
- Майкл Финдли — обезглавленный (в титрах не указан)
- Эд Келлехер — гость Сатурналии

## Производство

### Сценарий
Эд Адлум с детства увлекался кино и хотел когда-нибудь снять свой фильм. В 1963 году он получил работу в журнале Cash Box, который освещал индустрию музыкальных автоматов. Благодаря деньгам, полученным от рекламодателей и своих друзей, Адлум вместе с Эдом Келлехером написали сценарий фильма «Вторжение кровавых фермеров». В процессе редактирования сценария Адлум познакомился с Майклом Финдли. Они подружились и далее работали над фильмом вместе. Майкл Финдли и его жена Роберта практически всегда работали вместе. В 1970-х годах они начали снимать фильмы ужасов. В 1972 году вышла картина «Вторжение кровавых фермеров» — самый заметный фильм ужасов в их карьере на тот момент. Это был достаточно малобюджетный фильм: изначально планировалось, что фермеры должны были быть инопланетянами, но бюджет не позволил построить космический корабль. Сейчас этот фильм имеет статус культового и считается одним из худших фильмов из всех когда-либо снятых.
Спустя какое то время после появления фильма на экранах, Адлум предложил Финдли поработать вместе над ещё одним фильмом. Он позвал Келлехера и Финдли в свой офис в Cash Box и в течение часа, обзвонив инвесторов, собрал нужную на фильм сумму. Фильм планировался для показа в автокинотеатрах; ему старались придумать такое название, которое могло бы завлечь как можно больше зрителей. О том, что оно имеет мало общего с сюжетом фильма, даже и не думали. Слово Mutilated (пер. изувеченный) добавили в название, прекрасно понимая, что в фильме ни один из персонажей не получит увечий. По воспоминаниям Роберты Финдли, она была в шоке когда узнала какое у фильма будет название, потому что в «фильме не было никого изуродованного». Сценарий опять был написан совместно Адлумом и Келлехером, они писали его «выпив большое количество пива Budweiser» в подвале дома Адлума, в округе Уэстчестер в Нью-Йорке. В одном из интервью Адлум говорил, что не помнит как возникла идея создания этого фильма, но для него он всегда воспринимался как некий эпизод «Скуби-Ду», когда дети в фургоне приезжают на местность и гоняются за монстром, который оказывается человеком в костюме.

### Съёмки
Съёмки проходили в основном в округе Нью-Йорка Уэстчестер и в Кротоне-на-Гудзоне и Йорктауне. Часть съёмок также проходила в Нью-Йорке, начальные сцены кампуса были сняты в университете Фордем в Бронксе; Китинг-холл и Эдвардс Парад появляются в начальной сцене фильма. Съёмки вечеринки, которая появляется в начале фильма, проходили в одной из квартир города.

Алан Брок (сидит крайний слева) и режиссёр Майкл Финдли (сидит крайний справа), Эд Адлум и его бывшая жена Типпи стоят позади Финдли. На собрании после первого показа фильма для дистрибьюторов.

Адлум рассказывал, что Майкл Финдли занимался «буквально всем» на площадке. В какой-то момент у него даже «начались проблемы с головой». Один такой случай произошёл в первый же день съёмок, когда снимали фоновые кадры для начальных титров фильма. Адлум в костюме «гориллы» бегал среди деревьев, Финдли начал очень сильно нервничать и в итоге отправился в больницу, где ему вкололи валиум. После «он вернулся ко мне домой и рухнул на кровать», — вспоминал Адлум. Он сразу же позвонил жене Майкла Роберте и попросил её приехать и забрать мужа; Адлум думал, что Майкл уже не будет работать над фильмом дальше. К тому времени как Роберта приехала, Майкл уже встал с кровати и они все вместе спустились в подвал, в котором Адлум всегда писал сценарии. Во время разговора он предложил завершить съёмки: было потрачено меньше 500 долларов, что Адлум посчитал несущественной суммой, а фильм был на такой ранней стадии производства, что деньги ещё можно было вернуть инвесторам. Вместо этого Роберта предложила себя на роль оператора фильма и сказала, что нужно завершить съёмки. Все согласились.
По воспоминаниям Адлума, во время съёмок фильма произошла авария. Эд Адлум сидел за рулём, а Роберта Финдли снимала что-то на камеру. Их подрезала другая машина и они врезались ей в бок, Адлум тогда сломал палец на ноге. Далее на съёмки он приходил на костылях. Роберта Финдли вспоминала это происшествие иначе: когда они ехали в машине съёмки не велись, камера просто лежала у нее на коленях, другая машина врезалась в их машину со стороны двери водителя, в результате Адлум сломал ногу. Специально для своего мужа «миссис Адлум» сшила два костюма йети с большой молний на спине. Сам Эд Адлум, игравший снежного человека, был низкого роста, потому Роберте Финдли приходилось снимать его по возможности снизу, чтобы монстр казался больше ростом, а также стараться не снимать спину чудовища.

### Музыка
В сцене на вечеринке в квартире играла музыка «Попкорн». Адлум получил пластинку с музыкой бесплатно от парня, который работал на Music Hall Records. На съёмках этой сцены был вагончик для производства попкорна, за ним стоял парень из студии Cashbox. Помимо основных актёров задействованных в фильме, в сцене снимались друзья и знакомые людей, участвовавших в производстве. Адлум вспоминал, что в этой сцене снимался актёр Том Грейл, с которым он уже работал над фильмом «Вторжение кровавых фермеров», и он был настоящим актёром, из-за чего все остальные на его фоне выглядели плохо.
Практически всю музыку для фильма выбирала Роберта Финдли, так как она «разбиралась в классической музыке», а также сама играла на фортепиано. Финдли вспоминала, что выбрала первый фортепианный концерт Прокофьева, произведения Хачатуряна, Шостаковича. После этого Майкл Финдли принёс из музыкального магазина русские пластинки с нужными композициями. Тогда они полагали, что русским будет всё равно, что в фильме используется их музыка. Часть композиций была сыграна самой Робертой на пианино у себя дома.

### Пост-продакшн
После завершения съёмок Эд Адлум никак не мог найти дистрибьютера. Он рассказывал, что люди, которым он отправлял фильм, перезванивали ему, и смеясь говорили: «Зачем ты послал мне это дерьмо?». В конце концов он отправил фильм в компанию American International Pictures, но и они отказались от него. Однако, во время просмотра фильма главой студии в зале сидел Рэй Аксельрод, глава компании American Films Ltd., и ему фильм понравился. Он сам позвонил Адлуму и они за десять минут заключили сделку прямо по телефону. Сумма сделки неизвестна, но после того как Майкл Финдли узнал о том, на сколько она была маленькая, он перестал общаться с Адлумом. С тех пор Адлум так никогда и не общался ни с Майклом, ни с Робертой Финдли, после смерти Майкла он звонил Роберте, но попал на автоответчик, она ему так и не перезвонила. Сама Роберта Финдли никогда не видела «Крик калеки», как и большинство своих последующих фильмов снятых исключительно ради денег.
В 1972 году у режиссёра Чарльза Б. Пирса вышел фильм о снежном человеке «Легенда Богги Крик», который сейчас считается одним из самых влиятельных фильмов о снежном человеке. Финансовый успех фильма поспособствовал созданию целой волны фильмов ужасов о нём. Среди этой волны малобюджетных ужастиков был и «Крик калеки». Вместе с фильмом «Снафф» (1975) они являются самыми известными фильмами Финдли.

## Релиз
Фильм был выпущен в прокат в США компанией American Films Ltd. в 1974 году, его показывали в автокинотеатрах; в то время в них обычно показывали плохие фильмы.
Фильм был выпущен на DVD компанией Retromedia Entertainment в 2003 году. В одной из его сцен играла музыка «Попкорн», но из-за проблем с авторскими правами она была вырезана из DVD издания фильма. Продюсер Эд Адлум вспоминал, что даже не знает где та «бумажка», которую он получил от парня который дал ему пластинку с музыкой, и не имеет представления, было ли это официальное разрешение на использование музыки или нет. На последующем Blu Ray издании 2022 года музыкальный фрагмент вернули. Для выпуска фильма на Blu Ray было проведено 4k сканирование оригинальных негативов плёнки.

## Критика
TV Guide назвал его «одним из худших фильмов всех времён, но благодаря непреднамеренному юмору его стоит посмотреть тем, кто способен выдержать неумелую режиссуру». На своем сайте Fantastic Movie Musings and Ramblings Дэйв Синделар написал: «Хотя этот фильм и не дотягивает до уровня безумия „Вторжение кровавых фермеров“, он всё же заслужил своё место в анналах плохого кино и становится всё более странным по мере развития сюжета». Джеймс Джей Эдвардс из FilmFracture дал фильму положительную рецензию, написав: «Как и большинство быстро снятых фильмов о существах из реальной жизни семидесятых годов, „Крик калеки“ очень малобюджетен и выглядит на все сто. Тем не менее, он не лишён своего очарования, и для тех, кто любит хорошо посмеяться и одновременно испытать шок, он просто необходим для просмотра». Грэм Кларк из The Spinning Image дал фильму 3 звезды из 10, заявив, что фильм «хорош для любителей трэша с чувством юмора, но не подойдёт тем, кто не терпит халтуры». The Terror Trap присвоил фильму 1,5 звезды из 4, написав: «Хотя это правда, что некоторые малобюджетные ужасы способны создать уникальную жуткую атмосферу, к сожалению, „Крик“ — это всего лишь неумелый трэш, который никогда не поднимается на должную высоту».
Американский кинокритик Джон Кеннет Мьюир в своей книге «Фильмы ужасов 1970-х» (англ. Horror Films of the 1970s) пишет, что фильм относится к категории Z на грани с любительскими фильмами. Он отмечает крайне низкий бюджет фильма, абсолютно неизвестных актёров и «совершенно глупый костюм монстра». Мьюир также пишет, что «Крик калеки» «это „Манос: Руки судьбы“ 1970-х годов», фактически имея ввиду, что этот фильм один из худших фильмов десятилетия. Критик пишет, что фильм снят с «мертвенной серьёзностью, в нём звучит слишком мелодраматическая музыка, и оба эти фактора только усиливают нелепость костюма монстра». Мьюир также акцентирует внимание на грубой нелогичности сюжета фильма, приводя несколько примеров. Например, слишком много внимания уделяется запаху монстра, его «резкой, дурной вони» и «фетишистскому аромату», но если в итоге оказывается, что монстр не настоящий, то откуда было взяться запаху, да и тем более он не играет никакой роли для сюжета? Ещё одна подобная нелогичность бросается в глаза, когда один из героев предлагает позвонить в полицию только после того, как умер второй человек. Первый же умер «ужасной смертью», почему никто не догадался вызвать полицию раньше? «А Кит, наверное, самый тупой и никчёмный парень в истории фильмов ужасов». Он совсем не доверяет своей девушке, но безоговорочно верит и слушается профессора, который является каннибалом. В завершении своей рецензии Мьюир пишет, что в фильме нет никаких криков и там никто не является калекой или изуродованным, так что и название фильма тоже смысла не имеет. А если кому-то захочется посмотреть действительно «удивительный и страшный» фильм на тему каннибализма, то пусть посмотрят «Техасскую резню бензопилой» (1974), которая тоже является малобюджетным фильмом ужасов и даже была снята в то же время.
Дэвид Коулмэн автор книги «Фильмография снежного человека: художественные и документальные появления в кино и на телевидении» (англ. The Bigfoot Filmography: Fictional and Documentary Appearances in Film and Television) писал, что фильм обладает всеми атрибутами жанра фильмов о йети: «плохая актёрская игра, отвратительные диалоги, неубедительный костюм йети, невероятно неумелые сцены нападения и низкопробная любовь к пышному насилию ради насилия».
Эд Адлум ушёл из журнала Cash Box и в 1975 году основал свой журнал о видеоиграх RePlay. После выхода на экраны фильма «Челюсти» (1975) Стивена Спилберга, компания Project Support Engineering выпустила игровой автомат с игрой по фильму — Maneater. Адлум для иллюстрации статьи в своём журнале об этой игре встретился со Спилбергом и сфотографировал его рядом с игровым автоматом. Дальше они «просто стояли и болтали» и Адлум сказал, что тоже снимал фильмы, Спилберг заинтересовался и спросил какие именно. «„Вторжение кровавых фермеров“ и „Крик калеки“», — ответил Адлум. «Спилберг посмотрел на меня и сказал „Боже мой“, повернулся и ушёл, и больше не вернулся», — вспоминал Адлум. В интервью Адлум вспоминал историю, которую ему рассказывала его дочь. Однажды в колледже она проходила мимо нескольких человек которые громко смеялись и обсуждали фильмы, она подошла к ним и спросила, что они обсуждают. Оказалось, что они спорили о том, какой фильм является самым плохим в истории и спросили её мнение, она ответила «что это конечно „План 9 из открытого космоса“ Эда Вуда», на что один из студентов, рассмеявшись, сказал, что есть фильм похуже — «Крик калеки». «Мой отец снял этот фильм», — немного ошеломлённо ответила она.

## Видео
- edited by David Coleman (2022). Author David Coleman Interview (An interview with David Coleman. С Blu-ray издания фильма). Vinegar Syndrome.
- edited by Eddie Adlum (2022). So Bad, So Great (An interview with Eddie Adlum. С Blu-ray издания фильма). Vinegar Syndrome.
- edited by Roberta Findlay (2022). Yeti Again (Roberta Findlay, cinematographer. С Blu-ray издания фильма). Vinegar Syndrome.
- The Wilds of Westchester (The Locations of Shriek of the Mutilated. С Blu-ray издания фильма). Vinegar Syndrome. 2022.